# Гряниковка (посёлок)
Гряниковка (укр.  Гряниківка) — посёлок,
Жовтневый сельский совет,
Двуречанский район,
Харьковская область, Украина.
Код КОАТУУ — 6321881002. Посёлок присоединён к селу Жовтневое (ныне село Богдановское) в 1998 году.

## Географическое положение
Посёлок Гряниковка находится на левом берегу реки Оскол, выше по течению в 3-х км — село Петровка, ниже по течению в 2-х км — село Богдановское, через посёлок проходит железная дорога, станция Гряниковка, посёлок окружён лесным массивом (сосна), на берегу реки расположен пионерлагерь «Лесная Сказка».

## История
- 1998 — присоединен к селу Жовтневое.